# دهستان بهدشت
دهستان بهدشت، یکی از دهستان‌های بخش کوشکنار شهرستان پارسیان در استان هرمزگان ایران است. مرکز این دهستان، روستای زیارت است.

## جمعیت
بر پایه سرشماری عمومی نفوس و مسکن در سال ۱۳۹۵، جمعیت دهستان بهدشت برابر با ۴٬۴۶۵ نفر بوده‌است.